# Nava de Francia
Nava de Francia es un municipio y localidad española de la provincia de Salamanca, en la comunidad autónoma de Castilla y León. Se integra dentro de la comarca de la Sierra de Francia. Pertenece al partido judicial de Ciudad Rodrigo y a la Mancomunidad Las Dehesas.
Su término municipal está formado por las localidades de Nava de Francia y El Casarito, ocupa una superficie total de 16,51 km² y según los datos demográficos recogidos en el padrón municipal elaborado por el INE en el año 2017, cuenta con una población de 140 habitantes.

## Historia

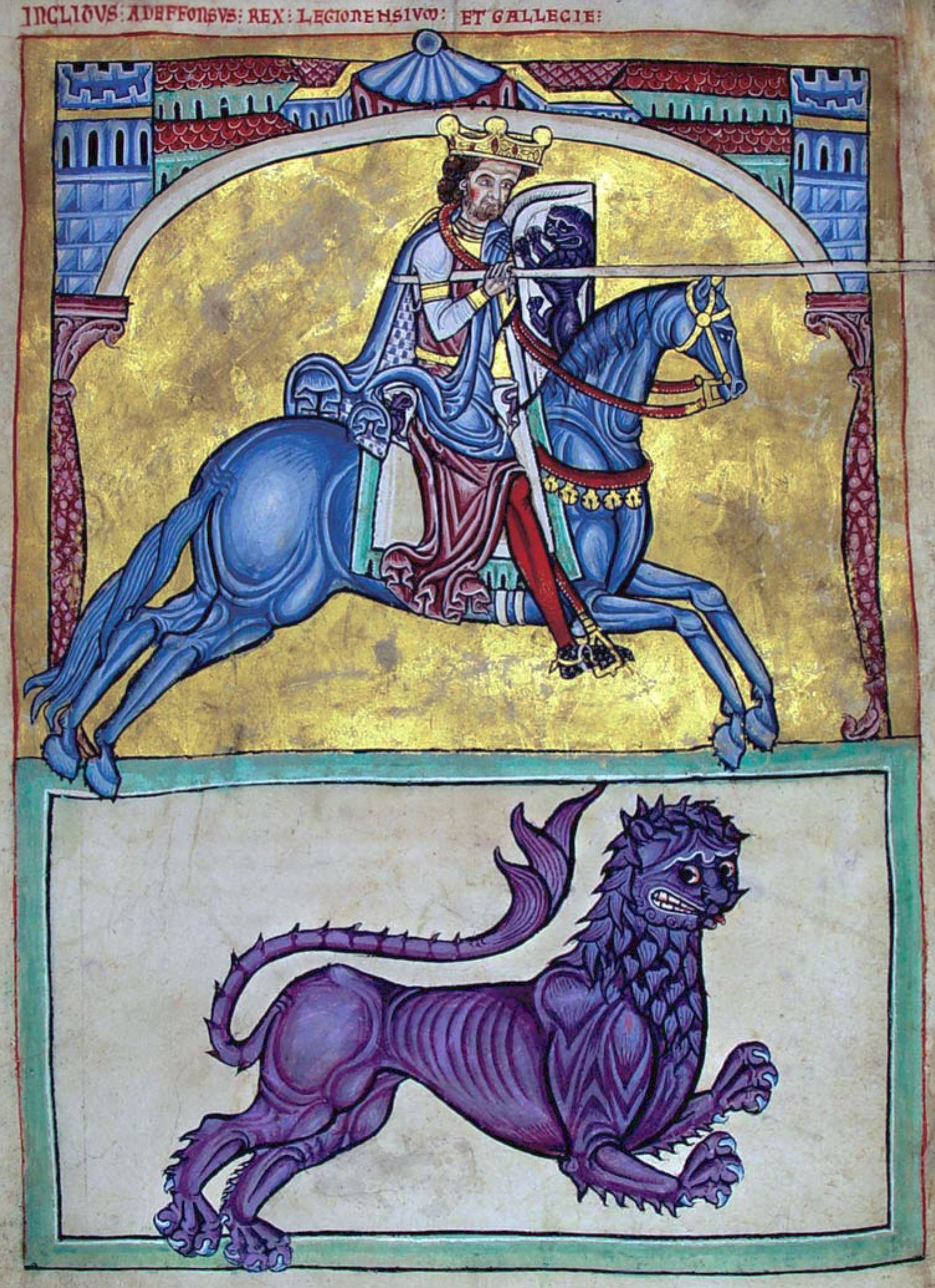
Alfonso IX de León creó el concejo de Miranda en el, del que pasó a depender Nava de Francia

El pueblo tiene sus orígenes en asentamientos prehistóricos. Así, recientemente se ha descubierto el dolmen de La Morisca. En la parte más alta del cerro se ha localizado un túmulo circular de diez metros de diámetro y cincuenta centímetros de altura, que bien pudiera ser un sepulcro megalítico. Por su parte, Santoja alude al lugar denominado "Casa del Tío Nava" apuntado por César Morán Bardón como un megalito.
El origen de la Nava de Francia hay que buscarlo durante la campaña repobladora de Alfonso VI de León y su yerno el conde Raimundo de Borgoña, nacido socialmente en la primera década del siglo XII. Poco después, el municipio fue puesto bajo la jurisdicción de la Villa de Miranda del Castañar por la autoridad del rey Alfonso IX de León, y este mismo rey, siguiendo la tradición de sus antecesores en el reino como benefactores de los monjes al monasterio cisterciense de San Pedro de la Espina, en tierras de Valladolid. El documento firmado por el rey en Ciudad Rodrigo el 19 de noviembre de 1213, está redactado en el bajo latín vulgar que se hablaba en los reinos españoles por aquella época. Bien porque hubiera problemas entre Miranda y la abadía de San Pedro, bien porque a Miranda le interesase tener dominio pleno sobre todo el término de Nava, como lo tenía desde 1215 sobre El Cabaco y El Casarito, o bien porque al monasterio vallisoletano no le interesase conservar esta lejana hacienda, el caso es que 43 años después existe un documento por el cual se deduce el cambio de propiedad. Se trata del acto de una reunión celebrada en Tordesillas el 13 de octubre de 1296, a la que asistieron, de una parte, don Abril, Abad de la Espina, y algunos monjes, y de la otra dos vecinos de Miranda, para buscar una solución a un contencioso que sobre la Nava se había planteado desde hacía algún tiempo.
De este documento se puede deducirse que Miranda se había apoderado de la Nava, que el abad había protestado y presentado la credencial de los derechos de propiedad, y para resolver este conflicto se acordó que el monasterio renunciase definitivamente a la propiedad de este lugar, previo pago, por parte de la villa mirandeña, de 200 maravedíes; pequeña cantidad que puede explicarse si anteriormente Miranda hubiera comprado parcela tras parcela, o que ya hubiera comprado el término entero y sólo restaran de pagar los 200 maravedíes, siendo la reunión el trámite formal de la venta ya negociada.
Con la creación de las actuales provincias en 1833, Nava de Francia fue incluido en la provincia de Salamanca, dentro de la Región Leonesa, adscripción territorial que se ha mantenido vigente hasta la actualidad.
Nava ("tierra sin árboles y llana, a veces pantanosa, situada generalmente entre montañas"), a la que el topónimo alude, en la parte nororiental de la montaña sagrada de los serranos; la Peña de Francia, que se divisa desde todos los rincones de la localidad. Pero a pesar de enclavarse en la comarca de la Sierra de Francia, no comparte las características que define esta zona, ni en su arquitectura, ni en sus tradiciones, ni en su lenguaje.

## Demografía
Nava de Francia cuenta con una población de 120 habitantes (INE 2024).
| Gráfica de evolución demográfica de Nava de Francia entre 1842 y 2021                                               |
| |
| Población de derecho según los censos de población del INE Población de hecho según los censos de población del INE |

Según el Instituto Nacional de Estadística, Nava de Francia tenía, a 31 de diciembre de 2018, una población total de 131 habitantes, de los cuales 72 eran hombres y 59 mujeres. De esa cifra, la mayor parte corresponde a la localidad cabecera del municipio, en el anejo de El Casarito se censan 20 habitantes. Respecto al año 2000, el censo refleja 150 habitantes, de los cuales 78 eran hombres y 72 mujeres. Por lo tanto, la pérdida de población en el conjunto del municipio para el periodo 2000-2018 ha sido de 19 habitantes, un 13 % de descenso.

## Símbolos

### Escudo
El escudo heráldico que representa al municipio fue aprobado con el siguiente blasón:

«Escudo partido y medio cortado. Primero, de oro con un árbol de sinople, arrancado. Segundo, gironado de plata y sable, brochante sobre la cruz de Santo Domingo de Guzmán. Tercero de gules con dos coronas pertenecientes al condado de Miranda del Castañar y al ducado de Peñaranda. Al timbre, la Corona Real Española»

## Administración y política
| Partido político                         | 2019  | 2019  | 2019       | 2015  | 2015  | 2015       | 2011  | 2011  | 2011       | 2007  | 2007  | 2007       | 2003  | 2003  | 2003       |
| Partido político                         | %     | Votos | Concejales | %     | Votos | Concejales | %     | Votos | Concejales | %     | Votos | Concejales | %     | Votos | Concejales |
| Partido Socialista Obrero Español (PSOE) | 42,16 | 43    | 3          | 45,26 | 43    | 4          | 48,35 | 44    | 4          | 47,78 | 43    | 3          | 67,05 | 59    | 3          |
| Partido Popular (PP)                     | 40,20 | 41    | 2          | 33,68 | 32    | 1          | 34,07 | 31    | 1          | 31,11 | 28    | 2          | 29,55 | 26    | 2          |

El alcalde de Nava de Francia no recibe ningún tipo de prestación económica por su trabajo al frente del Ayuntamiento (2017).

## Cultura

### Fiestas

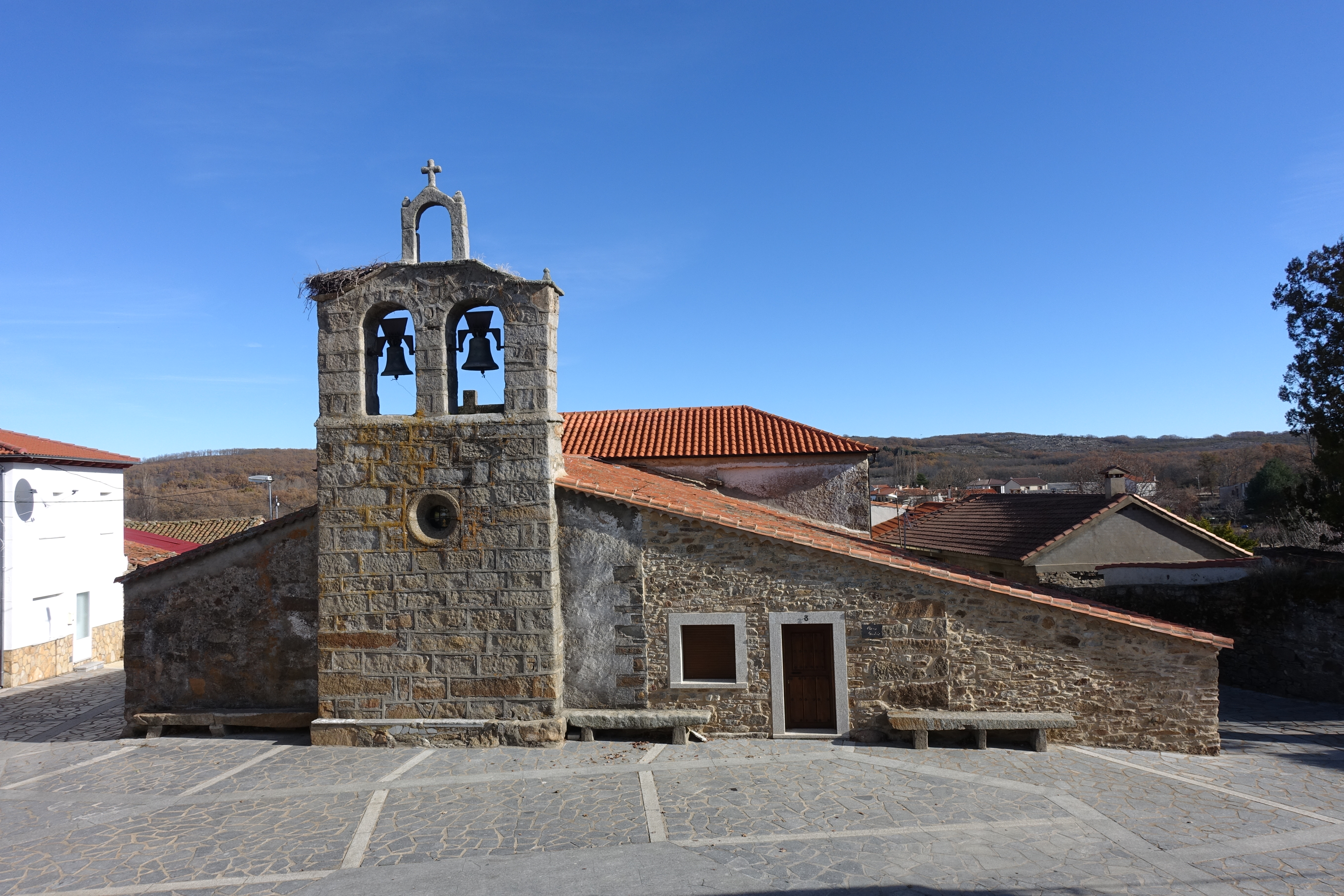
Iglesia parroquial de Nuestra Señora del Rosario

Gran tradición festiva sus habitantes. Llama la atención el festejo de San Silvestre o "El perrero". Hasta hace no muchos años, Nava de Francia celebraba también los Reyes Magos, Las Candelas, San Blas (antiguamente había una ermita dedicada a este Santo), Santa Águeda, los Carnavales, Semana Santa y Pascua de Resurrección, el Sagrado Corazón o la Virgen del Rosario; pero la falta de gente ha hecho que las fiestas del pueblo se concentren el 18 de agosto, cuando todos los hijos del pueblo disfrutan del buen tiempo, de las verbenas, y si hay dinero, de la lidia de una vaquilla y posterior merienda con la carne del animal.

#### Fiesta del Santo Cristo
No era su fecha inicial pero la falta de gente ha hecho que las fiestas del pueblo se concentren el 18 de agosto, cuando todos los hijos del pueblo disfrutan de las vacaciones, del buen tiempo y de las verbenas. Hace años se lidiaba una vaquilla y en los días posteriores se merendaba con la carne del animal. Actualmente esa merienda se sigue realizando, el último día de las Fiestas y se ha sustituido por una paella y otros productos para todo los habitantes del pueblo e invitados.

#### Fiesta de San Silvestre
Intervienen varios personajes elegidos por el ayuntamiento entre los vecinos del municipio: mayordomos, el perrero, los alguaciles, los campaneros y los monaguillos. Durante la noche de la víspera, el perrero, los alguaciles y todo el acompañamiento que llevan recorren el pueblo, con el tamboril y los cohetes, a la vez que voltean las campanas y van a cantar la alborada ante las puertas de las casas de los mayordomos, quienes luego invitan a todo el grupo que ha intervenido en el canto a una copita de aguardiente y a unos dulces. Por la mañana, antes de la misa, el perrero, escoltado por los dos alguaciles, recorren todo el pueblo, y con el sonido de gaita y tamboril, van de casa en casa, donde son invitados a licor y dulces y cada vecino les da dinero. Durante este recorrido el perrero va con un látigo y corre tras las mozas, los niños y los muchachos. A las doce se celebra la misa, durante la que tiene lugar el ofertorio del perrero, que lleva una vela encendida y deposita lo recaudado en el peditorio de la mañana por todo el pueblo. Del perrero llama la atención su indumentaria, con una camisola que llega hasta los pies, un collar con bogayas de roble y una cencerra en su pie. Su significado puede ser similar al que otorga Julio Caro Baroja al zangarrón de Montamarta (Zamora) "un personaje de cierta importancia que debe asegurar la fertilidad de los campos, y las azotainas que ejecuta son con suma probabilidad fertilizantes asimismo".

#### Fiesta de Santa Águeda
Fiesta, que data del siglo XIII. Todo se debe a la importante ayuda de las mujeres en la reconquista del Alcázar en tiempo de los musulmanes: las jóvenes de la población de Zamarramala salieron a bailar al son de la dulzaina y el tamboril vestidas con los trajes de fiesta; los sarracenos, sorprendidos de tal acontecimiento, salieron del Alcázar para verlas de cerca y descuidaron la defensa de la fortaleza, lo que aprovecharon los hombres para entrar y hacerse con el mando del Alcázar. Y, desde 1227, como premio a la colaboración, les concedieron a las mujeres ostentar el mando durante todo un día al año, el día de Santa Águeda.